# Schweizer Parlamentswahlen 1931/Resultate Nationalratswahlen
Die Nationalratswahlen der 29. Legislaturperiode fanden am 25. Oktober 1931 statt. Auf dieser Seite findet sich eine Übersicht über die Resultate in den Kantonen (Parteien, Stimmen, Wähleranteil, Sitze, Gewählte).